# Московский техникум космического приборостроения
Московский техникум космического приборостроения (МТКП) МГТУ им. Н.Э. Баумана — государственное учебное заведение среднего специального образования, проводившее подготовку по специальностям компьютерного и радиоаппаратостроительного профилей. Московский техникум космического приборостроения — это, единственный в России техникум, ведущий подготовку по всему спектру специальностей, связанных с автоматическими системами управления летательных аппаратов, вычислительной техникой и её программным обеспечением.

## История техникума[1]
Московский техникум космического приборостроения создан в соответствии с постановлением Совета народных комиссаров СССР за № 1759-510с от 30 декабря 1944 г. под названием «Московский электромеханический техникум» с подчинением Министерству судостроительной промышленности СССР. Главной задачей созданного техникума была подготовка специалистов среднего звена для организаций и предприятий, занимающихся разработкой и производством приборов систем управления кораблями.
Регулярные занятия в техникуме начались с 9 ноября 1945 г. К этому времени была проведена необходимая организационная и техническая подготовка, в том числе подобраны кадры преподавателей, инженерно-технического и обслуживающего персонала.
В начальный период подготовка на дневном отделении велась по трем специальностям:
- радиолокационные устройства;
- обработка металлов резанием;
- приборы управления стрельбой.

Позже к этому перечню добавилась специальность «Радиоаппаратостроение (с конструкторским и технологическим уклоном)».
На вечернем отделении подготовка началась со специальности «Обработка металлов резанием», а затем и по остальным специальностям дневного отделения.
Со временем профиль подготовки и, соответственно, перечень специальностей менялись с развитием техники и изменением ведомственной принадлежности техникума.
С учетом интенсивного развития электронной и компьютерной техники в техникуме была начата подготовка специалистов и по этим направлениям. Пришлось основательно расширить и перестроить лабораторную базу, создать и постоянно обновлять оснащение учебно-вычислительного центра, обновлять на современной основе оборудование многих специальных лабораторий.
В 1958 году название техникума было приведено в соответствии с профилем подготовки специалистов, и он стал называться Московский радиоприборостроительный техникум.
Наиболее интенсивно развитие техникума продолжалось в 1966 году, когда он был передан в подчинение Министерства общего машиностроения СССР (МОМ СССР) во главе с министром С. А. Афанасьевым, который придавал большое значение подготовке кадров и активно содействовал созданию хорошей учебно-материальной базы. Этому способствовало решение Министерства о закреплении техникумов за организациями и предприятиями отрасли, которые всячески помогали техникумам в улучшении условий обучения. Были изданы и реализованы несколько приказов Министерства по улучшению работы техникумов. Состояние дел в техникумах неоднократно обсуждалось на коллегиях Министерства. С помощью Министерства техникум значительно расширил свои учебные площади и основательно обновил учебно-материальную базу. Была проведена реконструкция основного здания и построены 2 новых лабораторных корпуса, спортивный зал и столовая, значительно обновлено оборудование лабораторий и кабинетов.
Основным направлением стала подготовка специалистов по системам управления космических аппаратов на базе современной микроэлектронной и компьютерной техники.
В 1990 году приказом Министерства общего машиностроения СССР за № 109 от 25 июня 1990 г. техникум был переименован в «Московский техникум космического приборостроения».
На основе Постановления Совета Министров РСФСР от 03.09.1991 г. № 456 и приказа МОМ СССР от 11.09.1991 г. № 259 техникум передали в ведение Министерства образования Российской Федерации по оборонным отраслям промышленности (постановление Правительства Российской Федерации от 20.02.1992 г. № 100 и приказ Министерства образования Российской Федерации от 022.04.1993 г. № 120).
Постановлением Правительства Российской Федерации от 14.07.1997 № 878 и приказом Министерства общего и профессионального образования Российской Федерации от 28.07.1997 г. № 1671 техникум передан в подчинение Министерству общего и профессионального образования Российской Федерации, переименованному впоследствии Указом Президента Российской Федерации от 23.07.1999 г. № 895 в Министерство образования Российской Федерации.
На основании Указов Президента российской Федерации от 09.03.2004 г. № 314 «О системе и структуре федеральных органов исполнительной власти» от 20.05.2004 г. № 649 « Вопросы структуры федеральных органов исполнительной власти» и пункта 2 постановления Правительства Российской Федерации от 17.06.2004 г. № 288 « О Федеральном Агентстве по образованию» техникум передан в ведение Федерального агентства по образованию.
1 октября 2014 года Московский техникум космического приборостроения вошел в Московский государственный технический университет имени Н.Э. Баумана, как структурное подразделение СПО.

## Специальности[3]
В настоящий момент, набор осуществляется на 10 специальностей:
- Специальность 11.02.17 “Разработка электронных устройств и систем”.
  - Квалификация после выпуска: техник.
  - Профессиональная деятельность: организация и проведение работ по сборке, настройке и регулировке радиотехнических систем и блоков и программирование встраиваемых систем.
  - Срок обучения после 9 класса — 2 года 10 месяцев; после 11 класса — 1 год 10 месяцев.
- Специальность 11.02.16 “Монтаж, техническое обслуживание и ремонт электронных приборов и устройств”.
  - Квалификация после выпуска: техник по электронным приборам и устройствам.
  - Профессиональная деятельность: выполнение сборки, монтажа и демонтажа электронных приборов и устройств.
  - Срок обучения после 9 класса — 3 года 10 месяцев; после 11 класса — 2 года 10 месяцев.
- Специальность 27.02.04 “Автоматические системы управления”.
  - Квалификация после выпуска: техник.
  - Профессиональная деятельность: организация и проведение работ по монтажу, наладке и техническому обслуживанию систем автоматического управления.
  - Срок обучения после 9 класса — 2 года 10 месяцев; после 11 класса — 1 год 10 месяцев.

- Специальность 09.02.06 “Сетевое и системное администрирование”.
  - Квалификация после выпуска: сетевой и системный администратор.
  - Профессиональная деятельность: проектирование и эксплуатация сетевой инфраструктуры, организация сетевого администрирования.
  - Срок обучения после 9 класса — 3 года 10 месяцев; после 11 класса — 2 года 10 месяцев.

- Специальность 09.02.01 “Компьютерные системы и комплексы”.
  - Квалификация после выпуска: техник по компьютерным системам.
  - Профессиональная деятельность: Эксплуатация технического обслуживания, сопровождение и настройка компьютерных систем и комплексов.
  - Срок обучения после 9 класса — 3 года 10 месяцев; после 11 класса — 2 года 10 месяцев.

- Специальность 15.02.10 “Мехатроника и робототехника”.
  - Квалификация после выпуска: специалист по мехатронике и робототехнике.
  - Профессиональная деятельность: монтаж, разработка, программирование и моделирование мехатронных систем.
  - Срок обучения после 9 класса — 3 года 10 месяцев; после 11 класса — 2 года 10 месяцев.

- Специальность 11.02.18 “Системы радиосвязи, мобильной связи и телерадиовещания”.
  - Квалификация после выпуска: специалист по системам радиосвязи, мобильной связи и телерадиовещания.
  - Профессиональная деятельность: ремонт и обслуживание систем радио связи, мобильной связи и телевещания.
  - Срок обучения после 9 класса — 3 года 10 месяцев; после 11 класса — 2 года 10 месяцев.

- Специальность 54.02.01 “Дизайн (по отраслям)”.
  - Квалификация после выпуска: дизайнер.
  - Профессиональная деятельность: графический дизайн — художественно-проектная деятельность по созданию гармоничной и эффективной визуально-коммуникационной среды.
  - Срок обучения после 9 класса — 3 года 10 месяцев; после 11 класса — 2 года 10 месяцев.

- Специальность 09.02.07 “Информационные системы и программирование”.
  - Квалификация после выпуска: техник-программист.
  - Профессиональная деятельность: разработка модулей программного обеспечения.
  - Срок обучения после 9 класса — 3 года 10 месяцев; после 11 класса — 2 года 10 месяцев.

- Специальность 09.02.07 “Информационные системы и программирование”.
  - Квалификация после выпуска: администратор баз данных.
  - Профессиональная деятельность: разработка, администрирование и защита баз данных.
  - Срок обучения после 9 класса — 3 года 10 месяцев; после 11 класса — 2 года 10 месяцев.

В дополнение к основным программам среднего специального образования в техникуме организовано углубленное изучение английского языка и курсы программирования.

## Подготовительные курсы[4]
В МТКП организованы подготовительные курсы. На них изучается математика, русский язык, информатика . Слушатели подготовительных курсов поступают в техникум уже в июне отдельным потоком и имеют льготы при поступлении.